# A Christmas Carol (2009)
Disney's A Christmas Carol (no Brasil, Os Fantasmas de Scrooge e em Portugal, Um Conto de Natal) é um filme de fantasia e comédia dramática de Natal estadunidense, de animação digital 3D em captura de movimento, escrito e dirigido por Robert Zemeckis. É uma adaptação da história de mesmo nome de Charles Dickens e estrelado por Jim Carrey em uma infinidade de papéis, incluindo Ebenezer Scrooge como um homem jovem, de meia-idade e idoso, e os três fantasmas que assombram Scrooge.
O filme 3D foi produzido através do processo de captura de performance, uma técnica que Zemeckis já havia utilizado em seus filmes como O Expresso Polar (2004) e Beowulf (2007).
O filme começou a ser filmado em fevereiro de 2008, e fora lançado no dia 3 de novembro de 2009 pela Walt Disney Pictures. A estreia mundial foi em Londres, coincidindo com o acendimento das anuais luzes de Natal da Oxford Street e Regent Street, que em 2009 teve Dickens como tema.
O filme foi lançado em Disney Digital 3-D e IMAX 3-D. Foi a terceira versão Disney de A Christmas Carol em 26 anos, tendo lançado Mickey's Christmas Carol em 1983 (usando os personagens Mickey Mouse, Pateta, Tio Patinhas e Pato Donald) e posterior distribuição de The Muppet Christmas Carol para a Jim Henson Productions, em 1992, com a Disney adquirindo posteriormente os direitos de The Muppets da Jim Henson Productions. O filme também marca o primeiro papel de Jim Carrey em um filme da Walt Disney Pictures, e seu segundo filme de Natal (depois de How the Grinch Stole Christmas).

## Sinopse
O filme começa quando Ebenezer Scrooge (Jim Carrey) assina a certidão de óbito de seu sócio, Jacob Marley, no dia de Natal. Recusando-se a pagar mais para os trabalhadores, e revelando ser um homem muito mesquinho, Scrooge retorna ao trabalho de contador. Sete anos depois, Scrooge trabalha, ainda ao lado do humilde e alegre Bob Cratchit. Na noite de Natal, o sobrinho de Scrooge convida o tio para ceiar com a família. Scrooge, no entanto, despreza o convite, se referindo ao natal como um "embuste". Logo depois, um voluntário conversa com Scrooge, a procura de doações para os pobres. No entanto, apesar de Scrooge ser um homem muito rico, não doou nem um centavo, alegando que as pessoas que precisavam deveriam trabalhar em casas de trabalho forçado, moinhos, prisões ou que todos morressem. Totalmente surpreso e indignado com as palavras de Scrooge, o voluntário sai, triste. Para a infelicidade de Scrooge, ele aceita dar, no dia de Natal, uma folga a Bob, que comemora feliz.
Scrooge se prepara para dormir em sua grande mansão quando recebe a visita de um fantasma cheio de correntes, que diz ser o Fantasma de Marley, seu antigo sócio, revelando estar aprisionado durante sete anos. Ele avisa a Scrooge que lhe dará uma grande chance: Scrooge receberia a visita de três espíritos, em três noites seguidas, quando a primeira badalada tocasse.
Antes mesmo de conseguir dormir, Scrooge é visitado pelo primeiro espírito, que se revela com a aparência de uma vela e uma espécie de chapéu em forma de apagador de velas. O espírito diz ser o Espírito dos Natais Passados e leva Scrooge para a sua antiga escola e um lugar festivo quando ainda comemorava o Natal, onde conheceu a única mulher pela qual se apaixonou de verdade. É mostrado a briga que os separou e Scrooge olha para o fantasma, que parece estar revelando diversos rostos antigos. Perdendo o controle, Scrooge arranca o apagador e apaga a vela. Ocorre uma explosão, que lança  Scrooge para o alto. Quando cai, ele volta ao chão de seu quarto e vê uma luz muito forte brilhando atrás da porta.
O Espírito dos Natais Presentes revela ser um gigante risonho, com uma coroa de azevinho e uma tocha na mão. Ele encanta o chão, fazendo com que Scrooge pudesse obter a visão divina, uma vista do alto. Lá, Scrooge presencia a humilde festa de Natal dos Cratchit, a qual o prato principal é um ganso, e não um peru. Bob Cratchit entra com o filho, Tim, que é aleijado. O Espírito diz a Scrooge que o menino irá morrer se as sombras estiverem inalteradas. Mesmo com o baixo salário, Bob agradece a Scrooge. Logo depois, o Espírito leva Scrooge a ceia de seu sobrinho, onde ele foi desprezado por todos os convidados. No final da viagem, o Espírito revela que é a hora de sua morte e mostra a Scrooge os filhos dos homens, a Ignorância e a Miséria, representadas por duas crianças muito magras.
O terceiro espírito é mostrado como uma sombra e leva Scrooge para a cidade, a qual os moradores estão falando da morte de alguém. De repente, Scrooge é perseguido por uma carruagem levada por cavalos negros, guiada pelo Espírito. Magicamente, Scrooge é diminuído de tamanho e acaba por ser levado em um saco de carvão. Ele se encontra na casa de sua empregada, que diz ter roubado algumas roupas e coisas da casa de Scrooge. O Espírito leva Scrooge para o seu quarto, onde há um corpo de baixo das cobertas. Sem coragem para levantá-las, Scrooge pergunta ao Espírito se alguém teve compaixão com a morte de quem estava ali em baixo. O Espírito mostra que um casal de devedores da empresa ficou feliz pela morte. Após isso, o espírito leva Scrooge para a casa de seu empregado, Bob Cratchit, que muito deprimido, chora a morte de seu filho, Tim. No final da viagem, o Espírito leva Scrooge a um cemitério, a qual mostra seu próprio túmulo - Ebenezer Scrooge, o dia do nascimento e o dia da morte - 25 de Dezembro. Antes do Espírito revelar o ano, Scrooge pergunta se ele pode mudar tudo o que aconteceu. Então o chão começa a sugá-lo e um buraco se abre, revelando um caixão. Scrooge se agarra em um galho e o Espírito dos Natais Futuros se revela como a Morte. Scrooge acaba caindo no caixão.
Antes de bater, Scrooge percebe que caiu no chão de seu quarto. É manhã de Natal e Scrooge percebe que os Espíritos visitaram ele em apenas uma noite. Tentando consertar as coisas, pediu a um menino que comprasse e levasse para a família de Bob Cratchit um enorme peru de Natal. Ao sair de casa, começa a desejar boas festas a todos, incluindo sua empregada, que achou que ele estivesse ficando louco. Na rua, Scrooge encontra o voluntário da noite anterior e doa para ele uma quantia muito grande de dinheiro. A noite, Scrooge visita seu sobrinho, e ceia com a família, dizendo que a próxima ceia será em sua própria casa.
No final, Scrooge dá um aumento de salário a Bob Cratchit, prometendo que ia ajudar sua família. Scrooge acaba tornando-se um segundo pai para Tim, que melhora. Os moradores da cidade passaram a dizer que Scrooge sabia como comemorar o Natal. O filme acaba quando Tim, nos ombros de Scrooge diz: "Deus nos abençoe, a todos nós".

## Vozes dos personagens
Direção e adaptação dos diálogos no Brasil: Manolo Rey
- Vozes adicionais no Brasil: Aline Ghezzi, Anderson Coutinho, Carlos Marques, Eduardo Dascar, Eduardo Drummond, Flávia Saddy, Guto Nejaim, Iara Riça, Jorge Vasconcellos, Leonardo Serrano, Márcio Simões, Maria Helena Pader, Matheus Perissé, Oscar Henriques, Pâmela Rodrigues, Ricardo Schnetzer, Sérgio Stern e Sílvia Goiabeira

## Elenco
Em ordem de créditos:
- Jim Carrey como:
  - Ebenezer Scrooge, um homem frio, que despreza o Natal e todas as coisas que geram felicidade.
  - Fantasma do Natal Passado, o primeiro dos três espíritos que assombram Scrooge, a fim de levá-lo ao arrependimento. Ele é retratado como um jovem, humano andrógino, com um corpo de vela como cera e uma chama bruxuleante de uma cabeça, que fala com uma voz sonhadora, lento, com um certo osciloso sotaque irlandês.
  - Fantasma do Natal Presente, o segundo dos três espíritos. Ele é retratado como um homem alegre grande do norte da Inglaterra, com o cabelo vermelho, uma barba cheia, e um verde arminho robe que envelhece rapidamente, enquanto ele está com Scrooge. Ele tem uma tendência a rir muito, mesmo quando ele morre, e carrega os pecados de ignorância e miséria sobre a sua pessoa, na forma de terríveis, crianças selvagens.
  - Fantasma do Natal Futuro, o terceiro dos três espíritos. Ele é descrito como uma grande sombra em forma de o Ceifador e anda sobre o chão ou uma parede, e, ocasionalmente, surge em três dimensões para apontar para algo ou para perseguir Scrooge em um grande carro fúnebre como sombra puxado por cavalos.
- Gary Oldman como:
  - Bob Cratchit, abusado funcionário de Scrooge, mal pago.
  - Jacob Marley, ex-sócio de Scrooge.
  - Tiny Tim, filho mais novo de Cratchit. Sua voz é fornecida por Ryan Ochoa.
- Colin Firth como Fred, o sobrinho de Scrooge otimista e único parente vivo.
- Bob Hoskins como:
  - Mr. Fezziwig, o proprietário de uma empresa de armazém para quem Scrooge trabalhou como aprendiz.
  - Velho Joe, um receptador que compra os pertences do falecido Scrooge da Sra. Dilber.
- Robin Wright como:
  - Belle, noiva negligenciada de Scrooge.
  - Fan Scrooge, falecida irmã de Scrooge, que morreu prematuramente depois de dar à luz o sobrinho de Scrooge, Fred.
- Cary Elwes como:
  - Dick Wilkins, antigo colega de quarto de Scrooge.
  - Mad Fiddler
  - Empresário #1
  - Cavalheiro corpulento #1, um homem que pede de Scrooge uma doação para os menos afortunados.
  - Homem destituído #2
- Julene Renee-Preciado como adulta carente
- Fionnula Flanagan como a Sra. Dilber, faxineira de Scrooge.
- Kerry Hoyt como adulto ignorância
- Molly C. Quinn como Belinda Cratchit.
- Ryan Ochoa como:
  - Tattered Caroler
  - Garoto mendigo
  - Jovem garoto Cratchit
  - Garoto ignorância
  - Jovem garoto com Sleigh
- Daryl Sabara como:
  - Aprendiz de diretor de funerária
  - Esfarrapada Caroler
  - Garoto mendigo
  - Peter Cratchit
  - Elegante Caroler
- Sammi Hanratty como:
  - Garoto mendigo
  - Jovem garota Cratchit
  - garota miséria
- Lesley Manville como esposa de Bob Cratchit.
- Fay Masterson como:
  - Martha Cratchit
  - Convidado #1
  - Caroline
- Ron Bottitta como:
  - Esfarrapada Caroler
  - Elegante Caroler
- Jacquie Barnbrook como:
  - Sra. Fezziwig
  - Enteado de Fred
  - Well-Dressed Caroler
- Leslie Zemeckis como esposa de Fred

## Produção
Robert Zemeckis afirmou anteriormente que A Christmas Carol é uma de suas histórias favoritas que lidam com viagens no tempo . Carrey descreveu o filme como "uma versão clássica de A Christmas Carol [...] Há um monte de coisas vocais, um monte de coisas físicas, eu tenho que fazer. Sem mencionar fazendo os sotaques corretamente, o inglês, sotaques irlandeses [...] Eu quero voar no Reino Unido, que eu quero que seja bom e eu quero que eles vão 'Sim, isso é real.' Ficamos muito fiel ao livro. Ele é lindo. É um filme incrível".

## Recepção

### Bilheteria
O filme estreou em 6 de novembro de 2009 em 3 683 cinemas, arrecadando 40 963 844 dólares na semana de estreia, com uma média de 11 122 dólares por cinema, ficando em primeiro lugar de arrecadação durante toda a primeira semana nos EUA. Até o final de janeiro de 2010, o filme havia faturado 137 855 863 dólares nos Estados Unidos e Canadá e 185 887 881 em outros territórios, com um total de arrecadação global de 323 743 744 dólares. No Reino Unido, A Christmas Carol liderou as bilheterias em duas ocasiões distintas;. a primeira foi quando foi inaugurado, o segundo foi cinco semanas mais tarde, quando ele ultrapassou bilheterias de maiores êxitos 2012, The Twilight Saga: New Moon e Paranormal Activity, apesar da concorrência familiar de Nativity!, outro filme com temas natalícios.

## Primeira versão (1938)
A primeira adaptação cinematográfica do conto de Charles Dickens A Christmas Carol foi produzida em 1938 por Edwin L. Marin, pela companhia norte-americana de entretenimento Metro-Goldwyn-Mayer.